# روز رحبه
روز رُحْبَه روزی است که علی بن ابی طالب در دوران خلافت خود در کوفه، از صحابه محمد، پیامبر اسلام، که شاهد رخداد غدیر خم بودند درخواست می‌کند که ماجرا را برای مردم روایت کنند و بر آن شهادت دهند. در این هنگام بین ۱۲ تا ۳۰ نفر از این افراد برمی‌خیزند و شهادت می‌دهند که محمد گفت: «من کنت مولاه فعلی مولاه» یا «الا من کنت مولاه فعلی مولاه، اللهم وال من والاه و عاد من عاداه و احب من احبه و ابغض من ابغضه و اعن من اعانه» (همانا خدای عز و جل ولی من است، و من ولی مؤمنین هستم، پس هر کس که من مولای اویم پس این علی، مولای او است، بار خدایا دوست بدار آنکه را که او را دوست دارد و دشمن دار آنکه را که او دشمن بدارد)
گواهان مشهور این روز عبارتند از:
1. ابو زینب بن عوف انصاری
2. ابو عمره بن عمرو بن محصن انصاری.
3. ابو فضاله انصاری (از کشتگان صفین)
4. ابو قدامه انصاری (از کشتگان صفین)
5. ابو لیلی انصاری (از کشتگان صفین)
6. ابو هریره
7. ابو الهیثم بن تیهان (از کشتگان صفین)
8. ثابت بن ودیعه انصاری خزرجی
9. حبشی بن جناده سلولی
10. ابوایوب انصاری
11. خزیمه بن ثابت معروف به ذو الشهادتین (از کشتگان صفین)
12. ابو شریح خویلد بن عمرو خزاعی
13. زید- یا یزید بن شراحیل انصاری.
14. سهل بن حنیف
15. ابو سعید سعد بن مالک خدری
16. ابوالعباس سهل بن سعد انصاری
17. عامر بن لیلی غفاری.
18. عبد الرحمن بن عبد رب انصاری.
19. عبدالله بن ثابت انصاری
20. عبید بن عازب انصاری
21. ابو طریف عدی بن حاتم
22. عقبه بن عامر جهنی
23. ناجیه بن عمرو خزاعی
24. نعمان بن عجلان انصاری[۳]

علی افرادی را که حاضر نشدند شهادت دهند را به بیماری‌ها و مشکلاتی در زندگی خود نفرین کرد که برخی روایات آن‌ها را بدین ترتیب نام برده‌اند:
1. ابو حمزه انس بن مالک، خادم محمد
2. براء بن عازب انصاری
3. جریر بن عبدالله بجلی
4. زید بن ارقم خزرجی
5. عبد الرحمن بن مدلج
6. یزید بن ودیعه.

عبدالحسین امینی در الغدیر دو واقعهٔ مناشده در رحبه را ذکر کرده، نخست مناشدهٔ علی بن ابی‌طالب در رحبه و در سال ۳۵ هجری و اوائل استقرار علی در کوفه بوده که علی پس از شنیدن تردید و انکار گروهی از مردم دربارهٔ روایات محمد در موضوع برتری و تقدم علی بر دیگران، در رحبه که میدان وسیع کوفه بوده، حاضر شده و در میان جمعیت حاضر در میدان به دفاع از خویش پرداخته‌است. دومین مناشده در رحبه مربوط به داستان سواران در رحبه و در سال ۳۶ و ۳۷ هجری بوده که در آن گروهی سوار در رحبه نزد علی آمده و به او با عبارت «السلام علیک یا مولای» یا «السلام علیک یا مولانا» سلام کردند؛ و علی از آنان دربارهٔ علت و چگونگی این سلام پرسید و آنان در پاسخ حدیث غدیر را ذکر کردند. در هردو ماجرا چند نفر به این حدیث و برتری علی اقرار نکردند که مورد نفرین و مناشدهٔ علی واقع شدند. طبق روایت برخی دیگر که ویلفرد مادلونگ آورده، بعد از جنگ صفین و در زمان اختلاف میان شیعیان علی و خوارج رخ داده‌است. به نوشته مادلونگ، علی بدین ترتیب صراحتاً مرجعیت دینی فراتر از ابوبکر و عمر، خلفای پیشین را برای خود مطرح کرد.
این روایت در منابع اهل سنت نظیر مسند احمد بن حنبل، خصائص نسائی، شرح نهج البلاغه ابن ابی الحدید معتزلی، اسد الغابه از ابن اثیر، ابن حجر عسقلانی، ابوالفرج ابن جوزی، محمد بن طلحه شافعی، ابن کثیر، سبط ابن جوزی، سیوطی، هیثمی، طبرانی، محمد بن جریر طبری آمدہ۔